# Orchestr
Orchestr je označení pro početnější hudební instrumentální těleso, v němž jsou alespoň hlavní nástroje zastoupeny více než jedním hráčem. Na rozdíl od menších těles (duo, kvarteto atd.) orchestr většinou řídí dirigent.

## Název a původ
V tomto významu se slovo orchestr poprvé objevuje v baroku (Johann Mattheson: Das neu-eröffnete Orchestre, Hamburk 1713). Slovo pochází z řeckého ὀρχήστρα (orchéstra), což byl v antickém divadle půlkruhový prostor mezi předscénou (proscéniem) a hledištěm, kde při divadelních představeních vystupoval chór). Když se v 16. století evropské divadlo obnovovalo, umístili sem soubor doprovázejících hudebníků, na něž se pak označení „orchestr“ rozšířilo.

## Vývoj v jednotlivých stylových obdobích
V pozdním středověku a renesanci se užívalo slovo capella (kaple), které zpočátku znamenalo vokalisty spolu s jejich instrumentálním doprovodem čili celý soubor hudebníků, doprovázejících bohoslužbu. Teprve s rozvojem instrumentální hudby v 16. a 17. století byl výraz přenesen na samostatný instrumentální ansámbl (odtud „a capella“ ve významu „bez doprovodu nástrojů“).
Barokní orchestr se skládal ze dvou složek: fundamentu (violoncello, fagot, loutna, cembalo, varhany) a vrchních melodických nástrojů (housle, flétna, hoboj apod.). Kapelník dirigoval obvykle od cembala, ale podílel se na provedení skladby také například jako houslista (Antonio Vivaldi) nebo používal podle francouzského úzu dirigentské hole (Jean-Baptiste Lully). Orchestry mívaly kolem dvaceti instrumentalistů, ale dochovaly se již také záznamy o příležitostném vystoupení mnohem početnějších uskupení (kolem sta hráčů).
Ve druhé polovině 18. století přispěly k rozvoji nové podoby orchestru např. Berlín a především Mannheim a Paříž. Všude se výrazně uplatňovali čeští hudebníci (bratři František a Antonín Bendové, Jan Václav Stamic, Karel Stamic, František Xaver Richter a další). Čtyřhlasé obsazení smyčců (1. housle, 2. housle, violy a cella s kontrabasy) a zdvojení dřev (2 flétny, 2 hoboje, 2 klarinety, 2 fagoty; v raném klasicismu 2 hoboje, 2 horny) vytvořilo novou zvukovou normu, která byla postupně obohacována o další nástroje (v období romantismu zejména ve skupině žesťů, ve 20. století především ve skupině bicích). Zároveň rostl i počet členů orchestru.
V moderní hudbě se aktuální nástrojové složení orchestru zcela podřizuje dané partituře, která může předepisovat například elektrofonické nástroje, digitálně produkovaný zvuk apod.

## Klasifikace orchestrů
Klasifikace základních typů orchestru vycházejí obvykle z toho, z jakých hudebních nástrojů se těleso skládá (například smyčcový orchestr nebo dechový orchestr), jak velkým počtem instrumentalistů jsou nástroje zastoupeny (komorní orchestr, symfonický orchestr apod.) nebo jakému druhu hudby se těleso věnuje (například jazzový, taneční, divadelní, filmový, mozartovský, barokní, scénický orchestr atd.). Tato základní kritéria se často prolínají a při specifikaci nových druhů hudebních těles k nim přistupují další hlediska.

## Symfonický (filharmonický) orchestr

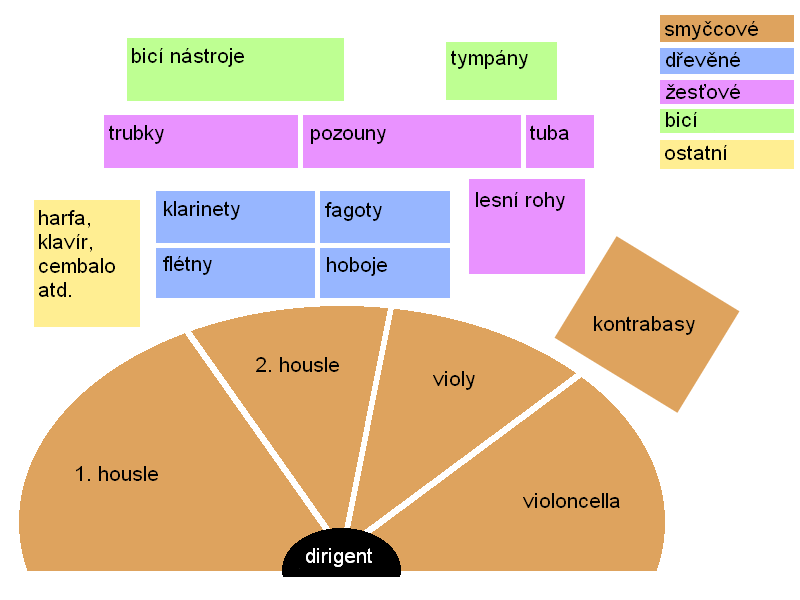
Typické rozesazení (dislokace) symfonického orchestru

Největší počet instrumentalistů (více než sto) sdružuje symfonický orchestr, označovaný často také jako filharmonický (filharmonie). Jednotlivé nástroje jsou v něm zastoupeny vždy větším počtem instrumentalistů, tvořících nástrojové skupiny (sekce). Obsazení orchestru se obvykle uvádí v ustálené posloupnosti, odpovídající pořadí instrumentálních hlasů v partituře.
- Dechové dřevěné nástroje: flétny a pikola, hoboje a anglický roh, klarinety, fagoty a kontrafagot
- Dechové žesťové nástroje: lesní rohy (horny), trubky, pozouny, tuba
- Bicí: tympány (kotle), velký buben, malý buben, činely, triangl
- Harfy
- Smyčce: první housle, druhé housle, violy, violoncella, kontrabasy

Podle potřeb konkrétní partitury mohou k těmto nástrojům přistupovat i další, např. drnkací nebo klávesové (klavír, cembalo, varhany, celesta), jazzové (saxofon), melodické bicí nástroje (xylofon) atd.
Také jednotlivé nástrojové skupiny v orchestru mají svou hierarchii. První (a druhý první) hráč každé skupiny hraje sóla předepsaná pro jeho nástroj v partituře. Obvykle je zároveň také vedoucím skupiny (nástrojové sekce) s povinností vést dílčí zkoušky své skupiny a slaďovat její způsob interpretace s požadavky dirigenta (včetně techniky hry typické pro jednotlivé nástroje, např. u smyčců tak zvané smykování apod.). Tento sóloinstrumentalista (např. sólohobojista, sólovioloncellista apod.) je jmenován na základě svého vítězství v konkurzu, vypsaném na tuto pozici. Konkurzní komisi tvoří obvykle šéfdirigent a první hráči jednotlivých nástrojových skupin. Sóloví hráči smyčcových sekcí se označují jako koncertní mistři. Zvláštní postavení má koncertní mistr skupiny prvních houslí, který je podřízen přímo dirigentovi a tvoří při studiu skladby spojovací článek mezi ním a orchestrem.
V renomovaných orchestrech procházejí instrumentalisté konkurzem často vícekrát, např. ucházejí-li se o přijetí do orchestru (jako tzv. tutti hráči) a poté ucházejí-li se o místo vedoucího hráče nástrojové skupiny. Základní pracovní povinnost orchestrálního hráče specifikuje smlouva obvykle počtem tak zvaných výkonů (například 250 čtyř- až pětihodinových výkonů za sezónu).
Uměleckým vedením orchestru je pověřen jeho šéfdirigent. Způsobem své práce významně spoluutváří úroveň orchestru a formuje jeho repertoár (členy umělecké rady, která spolurozhoduje o dramaturgii sezóny, jsou krom něj také první hráči jednotlivých nástrojových sekcí). Krom šéfdirigenta mají velké symfonické orchestry také své stálé a hostující dirigenty. Osobnost dirigenta se projevuje nejen v nastudování skladeb (tatáž partitura může být interpretována různě), ale – při dlouhodobé spolupráci – i ve stylu práce samotného orchestru a jeho specifickém způsobu interpretace.